# 伊原春樹
伊原 春樹（いはら はるき、1949年1月18日 - ）は、広島県甲奴郡上下町（現・府中市）生まれ出身の元プロ野球選手（内野手）・コーチ・監督、解説者・評論家。
1971年から1973年の登録名は「伊原 春植」（いはら しゅんしょく）。
ニックネームは「ハル」。

## 来歴

### プロ入り前
6人兄弟の次男で女4人、男2人の4番目であった。
上下中学校卒業後、1964年に北川工業高校へ進学。古葉竹識の実弟である古葉福生監督の指導を受け、3年次の1966年夏の甲子園県予選では4番打者・三塁手として活躍。福山工との準決勝で本塁打を放ち決勝に進出するが、広島商の山本和行に完封を喫し、甲子園出場を逸する。
高校卒業後は1967年に芝浦工業大学へ進学し、東都大学野球リーグでは在学中2度の優勝を経験。4年次の1970年春季リーグでは、同期のエース・前野和博（東芝）と共に芝工大の3季ぶり3度目の優勝に貢献し、三塁手としてベストナインにも選ばれた。大学の1年下に捕手の道原裕幸がおり、3番道原・4番伊原が打の中心であった。同年の秋季リーグでは、大学紛争の影響もあり部員が急減する中、監督兼主将を務め、リーグ5位ながら一部残留を決める。後年のプロ野球名鑑内プロフィールでも、大学の選手兼任監督時代を思い出に挙げている。一部リーグ通算49試合出場、128打数29安打、打率.227、3本塁打、14打点の成績を残した。

### 選手時代
1970年のドラフト2位で西鉄ライオンズに入団するが、学生運動で大学がロックアウトされ授業が受けられなくなったことと、入団先が福岡県であったことから卒業に要する単位が足りず、中途退学扱いでの入団であった。
1971年から控え三塁手として一軍に定着し、一方で二軍のジュニアオールスターゲームにも選出される。
1972年には竹之内雅史の外野コンバート、船田和英のヤクルト移籍が重なり、レギュラー三塁手として118試合に出場、主に7番打者として起用された。同年はリーグ最多の23失策を記録してしまう。
1973年には内野の再編もあって定位置を菊川昭二郎に譲る。同年はアメリカのマイナーリーグ1A級に属するローダイ・ライオンズに野球留学。
1974年には遊撃手も兼ねるが、出場機会は減少する。入団1年目から4年目まで監督だった稲尾和久について「優しい言葉を掛けられた記憶しかない」と述べている。
1975年、キャンプで右ヒザを痛め我慢してプレーしていたがそれも限界に達しシーズン途中からファーム。がらっぱちな性格で試合で選手がちょっとしたミスを犯してもコーチを呼んで蹴り飛ばす選手兼任監督の江藤慎一と合わずトレード志願し、11月26日、関本四十四・玉井信博との交換トレードで加藤初と共に読売ジャイアンツへ移籍。数日後江藤は監督を解任。
1976年から2年間在籍したが出番はなく自由契約となる。
1978年にクラウンライターライオンズへ復帰し、主に三塁手の山村善則の控えとして起用されるが、一塁手・二塁手も兼ね20試合に先発出場。
1979年は、4月7日の近鉄との開幕戦（日生）で9番打者・二塁手として先発起用される。その後は途中出場での起用が多かったが、同16日の日本ハム戦（西武）で7番打者・三塁手として先発出場すると、杉山知隆から3打数3安打と結果を出した。5月12日の阪急戦（西武）以降は13試合連続で遊撃手として先発で起用され、打撃の調子も上り、同19日の近鉄戦（平和台）で2安打を放って打率は.317まで上げたが、この日をピークに打撃は降下し定位置の獲得には至らなかった。6月以降は先発出場での起用は減ったが、内野ならどこでも守れることで守備固めとして起用され続け、最終的に同年は85試合に出場。
1980年は開幕二軍スタートとなり、4月後半に一軍へ昇格。同20日のロッテ戦（西武）の途中、テーラー・ダンカンの守備固めで初出場。その後は5月、6月も一軍に帯同はしていたが、ほぼ守備要員としての途中出場が続いた。伊原は10年選手になりながら、いつまで経ってもレギュラーも取れず控えに甘んじている状況に埒があかないと「現役」に見切りを付けようと考え始め、夏頃の遠征先で根本陸夫監督から二軍行きを告げられた際に自ら現役を退き、指導者の道へ進みたい希望を申し伝えた。根本との1時間に及ぶ話し合いの末、シーズン後半から滝内弥瑞生二軍守備・走塁コーチの補佐として手伝う事が決定し、シーズン終了後に正式に現役を引退。

### 西武ライオンズコーチ・監督時代
引退後は西武で二軍守備・走塁コーチ補佐（1981年）、二軍打撃コーチ（1982年 - 1984年）、一軍守備・走塁コーチ補佐（1985年）、チームスタッフ（1986年）、一軍守備・走塁コーチ（1987年 - 1999年）を務めた。コーチ1期目には10度のリーグ優勝と5度の日本一に貢献したが、1999年10月1日、東尾修監督との野球観の違いや貧打で競り負けて3連覇を果たせなかったことやフロントの首脳陣若返り策（東尾監督より年長の5人がチームを離れた）により解任された。同19日に西武選手時代の同僚であった野村克也監督から招かれ、阪神タイガース一軍守備・走塁総合コーチへ就任。伊原が西武コーチ時代に担当していた守備・走塁の作戦面を任せたが、ジェイソン・ハートキーの盗塁失敗を巡り、野村と対立し、1年で退団。同年10月16日に2001年から西武の一軍作戦兼守備・走塁コーチとして復帰することが発表され、同シーズン限りで監督の東尾が勇退し、次期監督と目された伊東勤が現役続行を望んだため、10月11日に監督へ就任。伊東によると監督要請を受けた議論の中で「お前が監督をやらなきゃ誰がやるんだ。代わりに誰がいるんだ。」と言われ、伊東は「伊原さんがいるじゃないですか」と言い、その後の経緯は知りませんが結果として伊原さんが監督になりましたと述べている。投手コーチは松沼博久を招聘した。伊原は「普通に戦えば優勝できると思っていましたね。レギュラーはだいたい決まっていたので、あとは枝葉の部分だけでしたけど、自分の持ち場をきっちりこなしてくれる選手がそろっていましたから。現有戦力を適材適所で起用していれば、勝てるだろう。」と述べている。監督時代の伊原について伊東は「伊原さんは広岡イズムの継承者です。キャンプでの練習メニュー改革を含め、緩んでいたネジを巻き直すことに成功しました。もともと黄金期西武の「鬼軍曹」ですから、緊張感をもたらすのはお手のものでした。カブレラにも容赦なくカミナリを落としていました。」、「伊原さんの指導スタイルは良く言えばブレない、悪く言えば強権的で頑固。誰の目から見ても白でも「オレが黒と言ったら黒」というスタイルで簡単に言ってしまうとコーチ泣かせの監督でした。遠征時の宿泊先での食事会にだんだんとコーチが集まらなくなる。この2年間のコーチ生活はコーチたちのなだめ役に徹していました。」と述べている。打線では松井稼頭央を1番に固定して、二番は小技のできる小関竜也、3番はいなかったが一軍ではなかなか結果出せなかった犬伏稔昌を対左投手、宮地克彦を対右投手で起用、4番はアレックス・カブレラ、5番は和田一浩、スコット・マクレーンは6番、7番で気楽に打たせて、8番は伊東、9番は高木浩之を起用した。投手陣は「松坂が開幕6連勝と好スタートを切ったが、途中でひじを痛めてリタイア、張誌家、西口、石井貴ら他の投手が頑張り、森、豊田のリリーバーも盤石で、東尾監督時代中継ぎだった潮崎を少しスピード落ちていましたけど、技術がありましたし、何といってもシンカーがある。先発やらせたら5回は持つな、と。本人に先発転向告げたら、「ウソでしょと驚いていましたけど、結局、6勝してくれて非常に助かりました」と述べている。潮崎は東尾の監督時代の1997年に先発に転向して12勝を挙げている。
就任1年目の2002年、90勝を挙げて4年ぶりのリーグ優勝に導いた。捕手だった和田を外野手にコンバートさせた。和田は5番・左翼手のレギュラーに定着。マクレーンが手首を怪我して開幕から調子が上がらなかったどうしても打撃強化したかった伊原はこの年から阪神の監督に就任していた星野仙一に電話をかけ外国人枠の関係でトム・エバンスを譲ってくれないかと直談判し星野から「分かった。考えてみる。」と電話を切り、すると数日後「いいよ。」と連絡が入り、5月に橋本武広とのトレードが成立し、エバンスは打率.252、15本塁打をマークし優勝に貢献した。一方の投手陣は、松坂が前半6勝を挙げたが、故障復帰後は未勝利に終わり、西口がチーム最多の15勝を挙げた。2年目の左腕・三井浩二が10勝を、ベテランの石井貴が終盤に調子を上げて8勝を挙げた。巨人との日本シリーズにあたっては、松坂が後半戦未勝利だったこと、また西口が第1戦の会場となった東京ドームで成績が悪かったことから、第1戦の先発投手として伊東は三井を、松沼は石井をそれぞれ推薦した。しかし伊原は松坂を先発させ、松坂は3回4失点で敗戦投手になり、チームはそのまま4連敗で敗退した。鈴木健は伊原の二転三転する起用法に両者の溝は深まり、出番を失い、2002年オフヤクルトスワローズへ移籍し、翌2003年、97年以来自身二度目のベストナインに選出され、カムバック賞を受賞する。2003年は後身の育成のため、一軍守備走塁コーチの清水雅治に監督就任後も続けていた三塁ベースコーチを任せ、好成績の2位で終わるものの、当初から予定されていた伊東の監督就任を受け、9月17日に退任が発表される。

### オリックス・ブルーウェーブ監督時代
西武監督退任後の2003年10月14日にオリックス・ブルーウェーブの監督に就任（変則3年契約=2年契約 + オプション1年）。2年連続最下位に沈んだチームの再建を期待された。
しかし、2004年は負けが込むにつれ、選手やコーチとの間に軋轢が生じ、チームは最下位に終わる。伊原のワンマンなスタイルが全くフィットせず、特に、山﨑武司とはソリは合わなかった。また、再編問題・大阪近鉄バファローズとの合併のあおりを受け、契約年数を残して9月28日にわずか1年で退任した。

### 第1次解説者時代
2005年よりニッポン放送・J SPORTS（CS衛星テレビ）のプロ野球解説者、日刊スポーツ評論家、ベースボール・マガジン社顧問。また、2005年・2006年には横浜対西武交流戦でテレビ神奈川（tvk）の中継解説者も務めた（2005年は5月20日、2006年は5月19日を担当）。

### 読売ジャイアンツコーチ・フロント時代

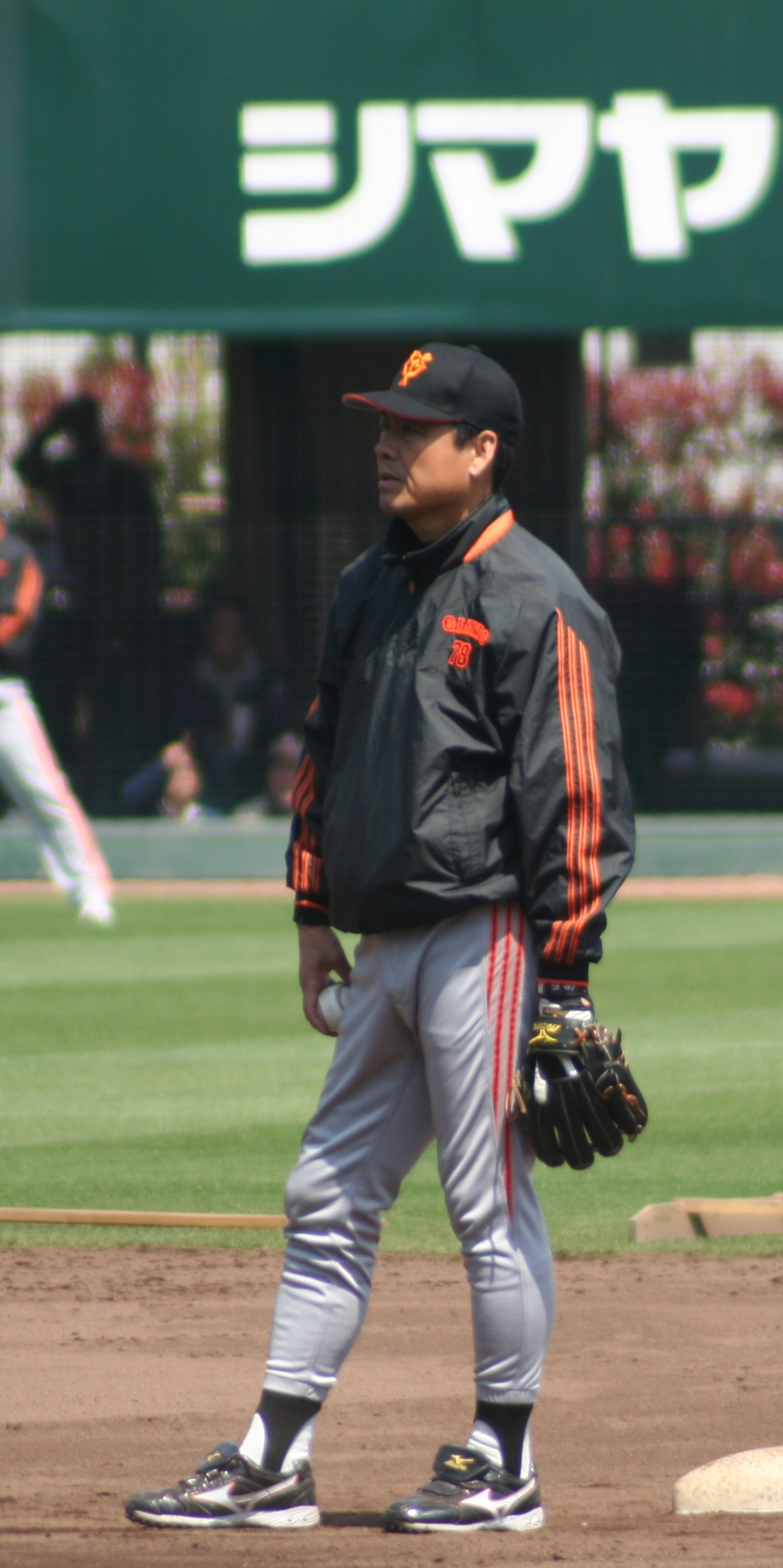
巨人一軍ヘッドコーチ時代（2010年）

2006年10月10日、巨人の一軍野手総合コーチに就任（監督の原辰徳に電話をかけて「OBとして立て直したい、私にやらせて欲しい」とコーチ就任を申し出た結果実現した）。2007年開幕前に一軍ヘッドコーチに肩書が変更された。攻撃時は三塁ベースコーチを担当した。当時阪神監督だった岡田彰布は「あの年は伊原さんが三塁コーチで、4月にはサインが全部わかってた。それも吉竹よ。吉竹は元西武の選手で、三塁コーチの伊原さんが出すサインを見てたから、癖や傾向を見抜いてたんやね。で、エンドラン出ました、外しますか？言うから、いや、4月に外したらサイン変えられるやんか。9月まで外すな、サインがわかってない振りしとけよ、言うてた。そういうもんは終盤の勝負どころまで隠しとかんと。」と述べ、対戦成績は14勝9敗1分けで阪神が勝ち越している。
2008年、兼任していた三塁ベースコーチを緒方耕一一軍外野守備走塁コーチに任せ、ヘッドコーチに専念する。
2009年、原がWBC日本代表監督に就任した関係で、3月のオープン戦において監督代行を務めた。シーズンでは再びヘッドコーチに専念し、最終的にリーグ優勝・日本一に貢献した。
2010年、リーグ4連覇と日本一連覇を逃した責任を取ってヘッドコーチを辞任するが、球団の慰留を受け、10月25日に球団編成本部シニアアドバイザーに異動した。
2012年1月、2011年12月31日付けで球団編成本部シニアアドバイザーを辞職したことが発表された。

### 第2次解説者時代
2012年からは東京スポーツ評論家（専属） のほか、J SPORTS、この年から西武主催公式試合の中継放送を始める朝日ニュースター（2013年からはテレ朝チャンネル2。いずれもテレビ朝日直営CS放送）、BS朝日（テレビ朝日系BS放送）各衛星テレビ局の野球解説者を務めた。

### 埼玉西武ライオンズ監督・フロント時代
2013年シーズンオフ、11月3日に辞任した渡辺久信の後を受けて、再び西武の監督に復帰した。背番号は73。西武ライオンズ監督時代は攻撃時に三塁ベースコーチを担当していたが、今回は監督業に専念することになった（三塁ベースコーチは河田雄祐外野守備走塁コーチが担当）。
2014年、開幕から3連敗スタートで、両リーグ最速の30敗に到達するなど、自身の前時代的な指導や練習法が選手の心の離反を生み、最下位に低迷し、6月3日に成績不振と右ヒザ痛悪化のため、球団に監督の休養を申し入れ、翌4日に了承され、開幕から53試合目となる同日の対横浜DeNAベイスターズ戦（西武ドーム）の試合後に自身の休養と、打撃コーチの田辺徳雄が監督代行として指揮を執ることが発表された。6月27日、球団に監督の辞任を申し入れ、了承され、7月1日付で球団本部付アドバイザーに就任したが、同年末で退団した。

### 第3次解説者時代
2015年2月からは再度野球解説者・評論家に復帰。東京スポーツ専属評論家をはじめ、各放送局で解説者を務める。7月3日、文化放送で放送された西武対ロッテ戦中継へのゲスト解説が復帰後初解説となった。

### 社会人野球コーチ・フロント時代
2018年3月、活動を再開した社会人野球の茨城トヨペットのヘッドコーチに就任した。
2022年からはアドバイザーに配置転換された。

## 指導者として
西武コーチ時代、三塁ベースコーチとして的確な走塁判断を行い、「西武の頭脳」と呼ばれた。緻密な西武野球は伊原の手腕によるものと評価は高い。対戦チームの選手の癖を見抜き、見抜いた癖をベンチ等でメモする姿は対戦相手に脅威を与えた。
1987年の日本シリーズ第6戦では、8回裏2対1と西武1点リードで迎えた二死一塁、秋山幸二がセンター前ヒット。通常は一、二塁、あるいは一、三塁の場面であるが、一塁ランナー辻発彦は一気にホームイン。この時辻に突入を指示したのが、当時コーチだった伊原だった。
対戦チームである巨人の中堅手ウォーレン・クロマティは返球が緩慢であり、中継プレーに入る遊撃手川相昌弘には「二塁進塁を警戒して打者走者を見るために右回転し、結果先の走者を見ない」という癖があった。伊原は2人の癖を看破し、かつ巨人ベンチがこの癖に気付いていないと見抜き、辻に突入を指示した。
伊原は著書の中で1987年はセ・リーグでは巨人が独走しており「間違いなく巨人が来るな」と家でも遠征先でも巨人の試合をマメに見ていたという。「中継を見ているとクロマティのところにフライが上がった時、ランナーがいなければクロマティは必ずホワーンとした投げ方で内野に返す。ランナーがいたらどうかというと、普通に投げる事は投げるんです。ただ、弱肩なのかクセなのか、ランナーなしの場面より素早く投げるものの、それでも私から見ればホワーンとしたボールを返してます」「これは生かせるな」とあの走塁が生まれたという。

### 西武ライオンズコーチ時代
佐々木誠は「尊敬していたのは伊原さん。誰にでもはっきりとモノを言うし、ゴマをすったりしませんから」と語っている。
オレステス・デストラーデは「伊原さんは厳しくて、いつも怒っていたよ」と述べている。
髙木大成は「走塁の面白さというものを伊原春樹さんに教わりました。」と述べている。
過去には鉄拳制裁も辞さなかった時期があり、清原和博はデビュー1年目に、西武第三球場での練習中に多数のファンが見守る前で伊原に殴られ「八重歯が（唇を）貫通した」と語ったほか、大久保博元は伊原に「硬球を持ったまま殴られ、顔面が（硬球の）縫い目だらけになった」と語っている（なお当時の西武では、伊原以外のコーチも鉄拳制裁を行うことが常態化していた）。
石毛宏典は「人間的な教育は厳しくできますが、技術論を説いたり細かい技術指導をしたりということがあまりありません。」と述べている。
1990年、シーズン前の監督会議で審判と各球団からコーチ1人ずつ参加する機会があり伊原は近鉄の阿波野秀幸の牽制は「すべてボーク」と主張した。4月22日の近鉄戦（西武）では3塁ベースコーチの伊原と1塁ベースコーチの片平晋作が「ボークだ。審判よ。よく見ろ。」と叫んだ。阿波野はそれ以降牽制しない事が増え、盗塁対策の為にシーズン中にクイックの練習を重ねたところ、右肘の靭帯を損傷してしまった。伊原は「近鉄サイドから「伊原に壊された」と恨み節も聞こえてきたが、こちらも生活が懸かっている。プロの世界とはかくも厳しいものだ。」と述べている。
西口文也は「もしも伊原さんが今（2025年）、コーチをやっていたらパワハラで訴えられますよ」と述べている。

### 埼玉西武ライオンズ監督時代
自身も名参謀として共に築いた1980年代後半から1990年代半ばの西武黄金時代を復活させるべく、満を持しての監督就任であった。しかし、就任直後に涌井秀章（移籍先→千葉ロッテマリーンズ）と片岡治大がそれぞれ（移籍先→読売ジャイアンツ）FA権を行使して移籍するなど、不穏なスタートであった。就任後、選手に長い裾のユニホームやひげを禁止、門限も午後10時に設定、また野球以外の部分でも厳しい戒律を求められた精神論（例えば、親会社である西武鉄道の初乗り運賃を答えられない選手を厳しく叱りつけるなど）を説く場面をしばしば報道され、涌井や片岡の移籍の伏線とも言われた。シーズン開幕後は成績が上がらず、敗戦後に選手を名指しで痛烈に批判する場面も増えていたため、それが原因で一部選手との確執が報じられた。
秋田への遠征中、5月16日に同市内で行われた全体練習で暴風雨だったにもかかわらず、屋外での全体ランニングを強行。長期の遠征中だったこともあり、一部の選手から反発の声が上がった。伊原は報道陣に「これで負のオーラを流すことが出来る」と語り、低迷するチームへの発奮を促すためであると強調したが、選手たちからは不満の声が続出した。

### 野村克也との確執
1年限りで阪神から西武に復帰したことから、野村克也とは不仲とされている。当時阪神のチーフスコアラーだった三宅博は確執が原因で辞任したと記している。
野村率いる楽天との交流戦（2008年5月29日）で、楽天2点リードの9回二死一塁で矢野謙次が盗塁を失敗しゲームセットになる。試合後、野村は「バッカじゃなかろかルンバ、巨人は面白い野球をするね、野球は意外性のスポーツ」とコメントした。
翌2009年の交流戦で巨人が楽天に4戦全勝すると、伊原は報道陣の前で「野村監督さま、今年の交流戦は4連勝させていただき、ありがとうございます。これもひとえに『ノムラの考え』のおかげでございます。昨年いただいたお言葉は非常に参考になりました。今日は1年間お預かりしていた、あのお言葉をそっくりそのままお返しさせていただきます。バッカじゃなかろうか〜、ルンバ!」と野村をこき下ろした。
なお、伊原と野村は選手時代の1979年から1980年までともに西武に在籍した同僚同士でもあり、1980年シーズンいっぱいで揃って引退している。

## 人物
2003年、中退扱いになっていた芝浦工業大学へ再入学し、残っていた単位を取得して2004年に卒業。卒業式は当時学長の江崎玲於奈らを交えてマスコミにも紹介され話題となった。
現役時代、宅地建物取引主任者の資格試験を一発で合格。これは当時の伊原の居住先の大家が、大学卒業を果たせず、特に資格も持たなかった伊原に「ユニフォームを脱いでも職に困らぬよう」受験を薦めたためである。伊原は後年この大家の娘と結婚した。
1985年から1994年までは背番号78であったが、東尾修が監督就任時に78を希望した為、1995年より背番号73を着けた。これは夫人からのアドバイスにより、夫人の名前との語呂合わせから採用したためであり、西武、オリックスの監督就任時にもこれを貫いたが、2007年より巨人の野手総合コーチに就任すると78を着けた。これは緒方耕一が恩師藤田元司の背番号の73を既に着けていたことと、自身が8回日本一になったゲンのいい番号であるからという理由である。西武監督再任時には再び73番を着けた。
1978年の所沢への球団移転に対しては、東尾、竹之内雅史らと共に最後まで反対し、「冗談じゃない！身売りだか買収だか知らんが、会社はそれでいいかもいれないが、われわれはどうなるんです。埼玉県なんか聞いたこともない。誰が行くかって」とも発言していたと坂井保之は自著『波瀾興亡の球譜』で記述しているが、本人は『俺たちのパシフィック・リーグ クラウンライター・ライオンズ 』（ベースボール・マガジン社、2022年）インタビューで、「ない。ない。だいたい芝浦工大は埼玉の大宮に合宿所とグランドがあって、埼玉にいれば西武がどういう会社かもわかりますよ」と証言し、併せて、学生時代に友人との合同デートでユネスコ村を訪れたことや、巨人時代に改築前の西武園球場で二軍の試合に出場したことも述べ、「埼玉も西武もよく知っている僕が、そんなこと言うわけがないでしょう（笑）。あの西武が球団を持ってくれるんだって、うれしさのほうが大きかったんだから」と証言し、坂井の記述を否定していた。西武監督時代にはトミー・ラソーダの「俺にはドジャーブルーの血が流れている」に倣って「俺にはライオンズブルーの血が流れている」とまで発言している。巨人ヘッドコーチ就任後も、当時守備が上達しなかった西武の中島裕之を「ナカジはどうしてる？ あいつはサードが一番向いているんだが…」と案じていた。
西武監督時代、2002年オフに放出した鈴木健がヤクルトスワローズに移籍した翌2003年のシーズンに大活躍。オールスターに選出され、前年リーグ優勝チーム監督としてパ・リーグを率いる伊原のもとに挨拶に行ったが理不尽に怒鳴られ退散せざるをえなかったという。
強面の反面リップサービスも嫌いではない。ニッポン放送の解説者時代、中継開始前に野村克也の物まねをしたこともある。
好きな食べ物はカレーライスで、それも普通の人ならとても食べられないレベルの激辛が好み。2010年の巨人春季キャンプでは、宿舎となったホテルで提供されるカレーライスが伊原のリクエストで日を追うごとに辛さを増し、他の選手・スタッフがとても食べられないほどになってしまったため、キャンプ後半には普通の選手用の「中辛」と伊原用の「激辛」の2種類が用意されたという。
携帯電話が大嫌い。西武時代に首脳陣が持たせようとしたが、「携帯電話で、自身の行動範囲を縛られる感覚が理解できない」と拒否、以後も持っていない。伊原への伝言は全て夫人が管理していると言う。
2008年、萩本欽一が巨人のキャンプを訪れ、ファンの前で“欽ちゃん走り”をするよう伊原に振った。伊原は「イメージ壊すからね～…」と初めは拒んだものの、「イメージを壊して違うところへ行く巨人が見たい」という一歩も引かない萩本の態度に屈し、欽ちゃん走りを披露した。
自伝によると二軍のコーチ時代から監督時代も含め、20年間、攻撃時には三塁コーチを担当する事が多かったが、最初に一軍のコーチに配置転換した際には一塁コーチを務めていた時期もわずかにあったと言う。
伊原の娘伊原夏菜はモデル、女優として活動している。

## 詳細情報

### 年度別打撃成績
| 年 度     | 球 団         | 試 合 | 打 席 | 打 数 | 得 点 | 安 打 | 二 塁 打 | 三 塁 打 | 本 塁 打 | 塁 打 | 打 点 | 盗 塁 | 盗 塁 死 | 犠 打 | 犠 飛 | 四 球 | 敬 遠 | 死 球 | 三 振 | 併 殺 打 | 打 率 | 出 塁 率 | 長 打 率 | O P S |
| --------- | ------------- | ----- | ----- | ----- | ----- | ----- | -------- | -------- | -------- | ----- | ----- | ----- | -------- | ----- | ----- | ----- | ----- | ----- | ----- | -------- | ----- | -------- | -------- | ----- |
| 1971      | 西鉄 太平洋   | 39    | 123   | 115   | 13    | 31    | 6        | 0        | 2        | 43    | 8     | 3     | 0        | 2     | 1     | 3     | 0     | 2     | 24    | 2        | .270  | .298     | .374     | .671  |
| 1972      | 西鉄 太平洋   | 118   | 366   | 332   | 23    | 80    | 15       | 1        | 7        | 118   | 32    | 2     | 2        | 1     | 0     | 20    | 0     | 13    | 41    | 11       | .241  | .310     | .355     | .665  |
| 1973      | 西鉄 太平洋   | 32    | 55    | 48    | 4     | 13    | 0        | 1        | 0        | 15    | 2     | 0     | 0        | 0     | 0     | 5     | 0     | 2     | 2     | 1        | .271  | .364     | .313     | .676  |
| 1974      | 西鉄 太平洋   | 44    | 80    | 78    | 5     | 19    | 3        | 0        | 1        | 25    | 8     | 0     | 1        | 0     | 1     | 1     | 0     | 0     | 12    | 2        | .244  | .250     | .321     | .571  |
| 1975      | 西鉄 太平洋   | 22    | 25    | 24    | 4     | 3     | 0        | 0        | 0        | 3     | 0     | 0     | 1        | 0     | 0     | 0     | 0     | 1     | 0     | 2        | .125  | .160     | .125     | .285  |
| 1976      | 巨人          | 9     | 5     | 5     | 0     | 0     | 0        | 0        | 0        | 0     | 0     | 0     | 0        | 0     | 0     | 0     | 0     | 0     | 1     | 0        | .000  | .000     | .000     | .000  |
| 1978      | クラウン 西武 | 80    | 90    | 83    | 10    | 21    | 1        | 0        | 2        | 28    | 5     | 2     | 1        | 0     | 0     | 5     | 0     | 2     | 13    | 1        | .253  | .311     | .337     | .648  |
| 1979      | クラウン 西武 | 85    | 102   | 93    | 7     | 22    | 2        | 0        | 0        | 24    | 3     | 0     | 1        | 2     | 1     | 5     | 0     | 1     | 13    | 2        | .237  | .280     | .258     | .538  |
| 1980      | クラウン 西武 | 21    | 6     | 6     | 0     | 0     | 0        | 0        | 0        | 0     | 0     | 0     | 0        | 0     | 0     | 0     | 0     | 0     | 1     | 0        | .000  | .000     | .000     | .000  |
| 通算：9年 | 通算：9年     | 450   | 852   | 784   | 66    | 189   | 27       | 2        | 12       | 256   | 58    | 7     | 6        | 5     | 3     | 39    | 0     | 21    | 107   | 21       | .241  | .294     | .327     | .621  |

- 西鉄（西鉄ライオンズ）は、1973年に太平洋（太平洋クラブライオンズ）、1977年にクラウン（クラウンライターライオンズ）、1979年に西武（西武ライオンズ）に球団名を変更

### 年度別監督成績
| 年 度     | 球 団      | 順 位     | 試 合 | 勝 利 | 敗 戦 | 引 分 | 勝 率 | 打 率                  | 本 塁 打               | 防 御 率               | 年 齡                  |
| --------- | ---------- | --------- | ----- | ----- | ----- | ----- | ----- | ---------------------- | ---------------------- | ---------------------- | ---------------------- |
| 2002年    | 西武       | 1位       | 140   | 90    | 49    | 1     | .647  | .278                   | 183                    | 3.20                   | 53歳                   |
| 2003年    | 西武       | 2位       | 140   | 77    | 61    | 2     | .558  | .271                   | 191                    | 4.43                   | 54歳                   |
| 2004年    | オリックス | 6位       | 133   | 49    | 82    | 2     | .374  | .283                   | 112                    | 5.66                   | 55歳                   |
| 2014年    | 西武       | 6位       | 53    | 20    | 33    | 0     | .3778 | .244                   | 28                     | 3.82                   | 65歳                   |
| 通算：4年 | 通算：4年  | 通算：4年 | 466   | 236   | 225   | 5     | .512  | Aクラス2回、Bクラス2回 | Aクラス2回、Bクラス2回 | Aクラス2回、Bクラス2回 | Aクラス2回、Bクラス2回 |

1. 2001年から2003年までは140試合制
2. 2004年に限り135試合制（ただし、2試合ストライキのため中止のため133試合で打ち切り）
3. 2014年は6月4日限りで休養、6月24日に正式に退任。監督代行は田辺徳雄。成績は2014年6月4日終了時点

### 表彰
- パ・リーグ優勝監督賞（2002年[65]）

### 記録
- 初出場・初先発出場：1971年7月4日、対南海ホークス12回戦（大阪スタヂアム）、7番・三塁手として先発出場
- 初安打：同上、5回表に高橋里志から
- 初本塁打・初打点：1971年7月13日、対南海ホークス14回戦（平和台球場）、5回裏に佐藤道郎から先制ソロ

### 背番号
- 7 （1971年 - 1975年）
- 56 （1976年 - 1977年）
- 30 （1978年 - 1980年）
- 78 （1981年、1985年 - 1994年、2007年 - 2010年）
- 91 （1982年 - 1984年）
- 73 （1995年 - 1999年、2001年 - 2004年、2014年 - 同年途中）
- 87 （2000年）

### 登録名
- 伊原 春植（いはら しゅんしょく、1971年 - 1973年）
- 伊原 春樹（いはら はるき、1974年 - 2004年、2007年 - 2010年、2014年 - 同年途中）

## 関連情報

### 出演番組
※いずれも、解説者として出演したプロ野球中継。
- J SPORTS STADIUM[注 12]
- ニッポン放送ショウアップナイター（第一期解説者時代）
- YOKOHAMAベイスターズナイター（tvk。2005年・2006年に横浜対西武の交流戦各1試合で解説）
- プロ野球完全中継 出しきれ!ライオンズ→プロ野球中継 骨太!ライオンズ・イズム（朝日ニュースター→テレ朝チャンネル2）
- スーパーベースボール（BS朝日）
- 文化放送ライオンズナイター（2015年7月3日の西武対ロッテ戦ゲスト解説より出演[注 9]）
- 文化放送ホームランナイター（2015年9月19日のヤクルト対巨人戦ゲスト解説[67]）

### 著書
- 『二流選手から一流指導者へ 三塁コーチの視点-誰も書かなかった「勝利の方程式」』（2011年5月20日、ベースボール・マガジン社） ISBN 978-4583103570
- 『指導者は嫌われてこそ一人前』（2015年4月4日、ベースボール・マガジン社） ISBN 978-4583108162

### 連載
- 伊原春樹コラム『2020野球の神髄』（2020年7月13日号 - 、週刊ベースボール）